# Hisataka Okamoto
Hisataka Okamoto, född 14 december 1933 i Japan, är en japansk tidigare fotbollsspelare.